# Doborka

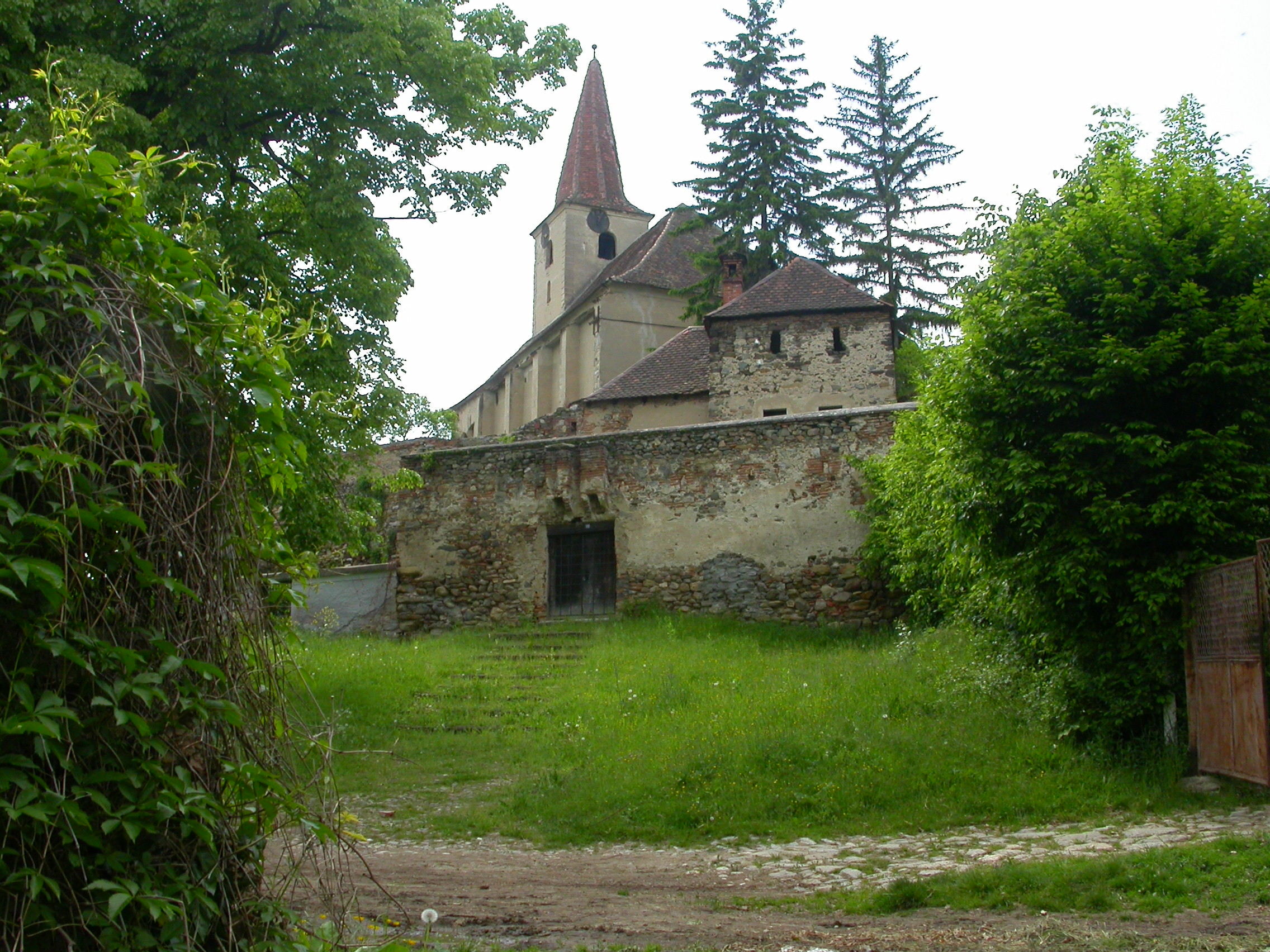
Az erődtemplom

Doborka (románul: Dobârca, németül: Dobring, szászul Dobrenk) falu Romániában, Erdélyben, Szeben megyében.

## Fekvése
Nagyszebentől 40 km-re nyugat–északnyugatra, a Doborkai-patak partján fekszik.

## Nevének eredete
Magyar neve valószínűleg szláv személynévi eredetű. Német és román neve is közvetlenül a szlávból való. Első említésekor, 1309-ben Dobrica alakban írták. Később 1330-ban Duburka, 1334-ben Doborca, 1336-ban Doburca, 1484-ben Dobroka, 1532-ben Dobraka, 1733-ban Doberka, 1854-ben Dobring és Dobărca néven fordult elő.

## Története
Szász, később szász–cigány–román lakosságú falu volt Szerdahelyszéken, 1876-tól Szeben vármegyében. 1479-ben a törökök kétszer is elpusztították. 1488-ban 61 háztulajdonos család lakta. 1599-ben Vitéz Mihály hada pusztította el.
1822-ben alakult görögkatolikus egyháza, de román lakóinak csak kisebb része tért át. Ortodox papja 1848-ban részt vett az első balázsfalvi gyűlésen, és különösen akkor figyelt oda, amikor az egyik szónok a vallási különbség nélküli összefogásra buzdított. Hazatérve erről úgy számolt be, hogy most már nincsen vallási különbség a románok közt, tehát mindenki térjen át ortodoxnak. A következő vasárnap már a görögkatolikusok is az ortodox istentiszteleten vettek részt, a görögkatolikus papnak pedig a harangozást is megtiltották.
1850-ben 972 lakosából 508 volt német, 369 román és 95 cigány nemzetiségű; 508 evangélikus, 306 ortodox és 158 görögkatolikus vallású.
2002-ben 691 lakosából 619 vallotta magát román, 60 cigány és 10 német nemzetiségűnek; 650 ortodox, 11 pünkösdista és 6 evangélikus vallásúnak. A népszámlálási adatokból nem derül ugyan ki, de túlnyomó részben cigányok lakják.

## Látnivalók
- Evangélikus erődtemploma. A templom eredetileg román stílusban, a 13. század első felében épült. 1500 és 1515 között gótikus stílusban átépítették és erődítették. Tornya köré, védőköpeny gyanánt egy zömökebb tornyot emeltek. 7–8 méteres védőfallal kerítették, amelynek eredetileg négy tornya közül kettő maradt fenn. A 19. században újabb módosításokat hajtottak végre rajta.

## Képek

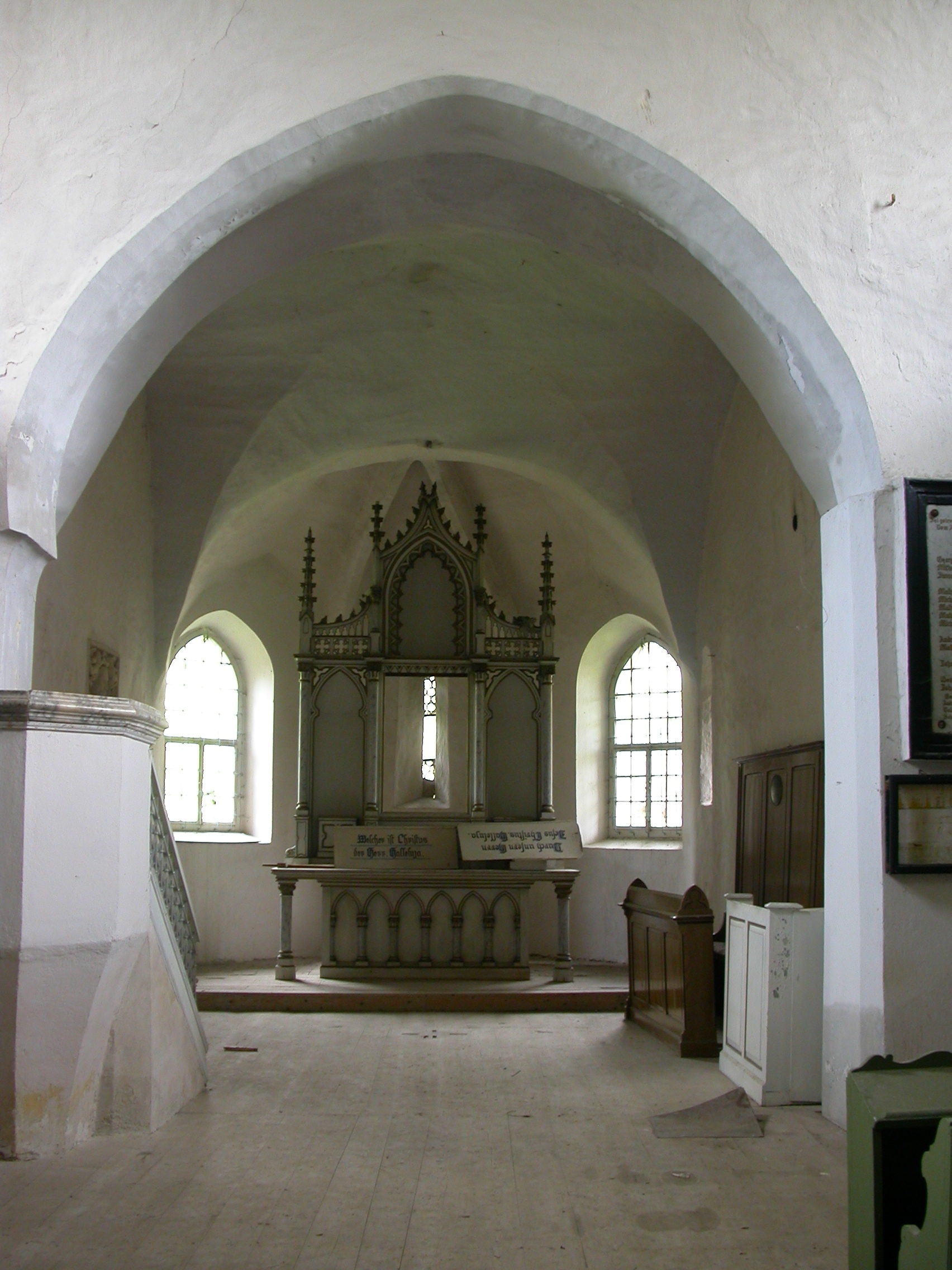
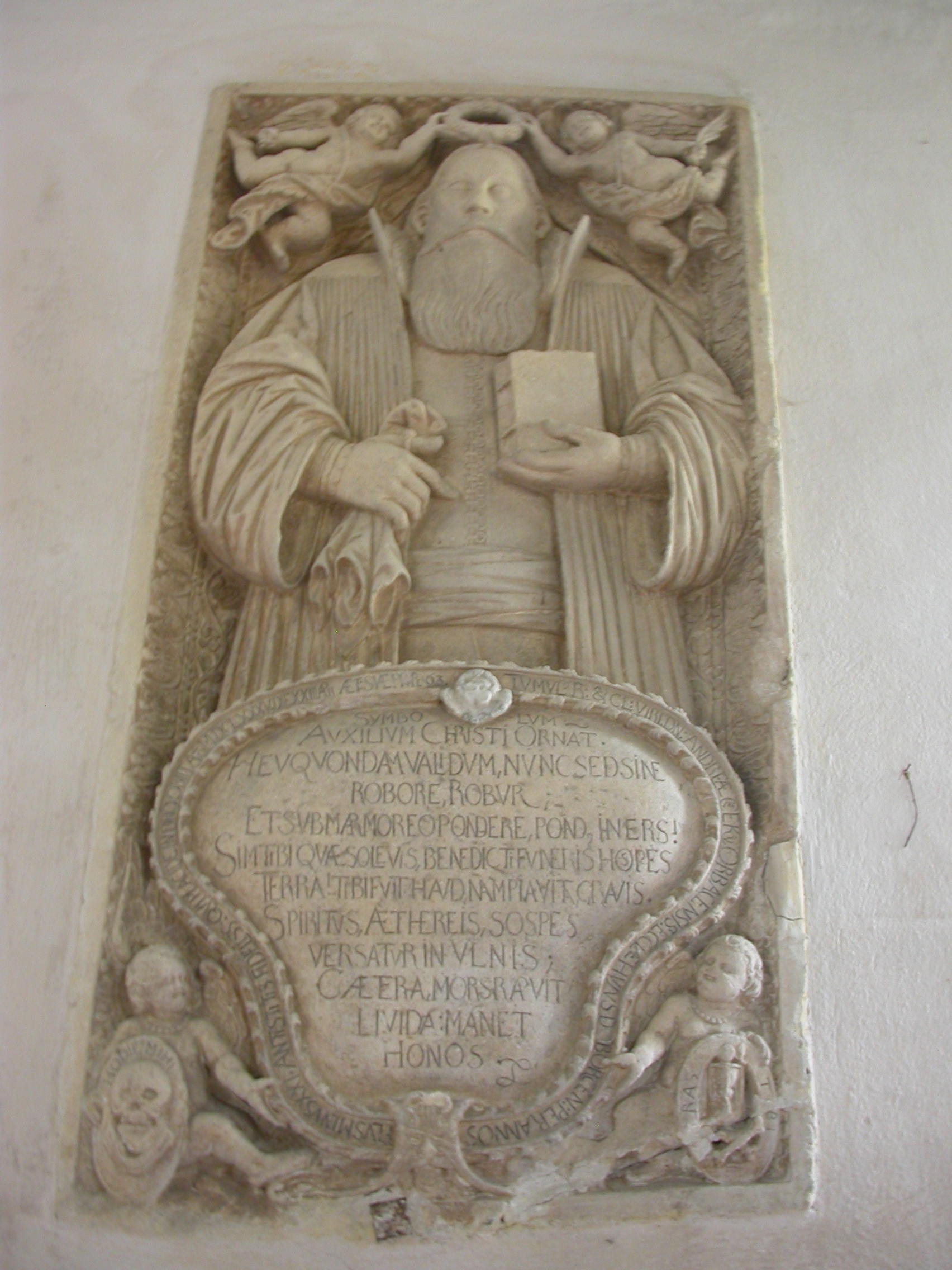